# 女の橋
『女の橋』（おんなのはし）は、芝木好子の小説。単行本は1974年に新潮社から、後に集英社文庫からそれぞれ出版された。本項目では、同作を原作としたテレビドラマについても記述する。

## 内容
東京・築地を舞台とし、ヒロイン・沖津由利子の愛と絆を中心に描く。由利子は元新橋芸者で日本舞踊の師匠である母・松江とパトロンの浦安大蔵との間に生まれた娘。母は日舞の師匠をやるしか能が無く金遣いも荒っぽいが、由利子は母の代稽古をする傍ら古美術商「芳雅堂」に勤めに出て、家計を支えている。大学生の弟・良一は母に反発して少しぐれている。由利子にとって、幼馴染みでダム建設の仕事をしている篠原俊夫が大きな心の支えである。そんな時、由利子の前に独身の敏腕実業家の大野木剛が現れた。

## テレビドラマ
1976年1月8日から同年3月25日まで、よみうりテレビ（制作）・日本テレビ系列の毎週木曜日21:00〜21:54の枠で放送。全12話。

### キャスト
- 沖津由利子：山本陽子
- 沖津松江：乙羽信子
- 沖津良一：中島久之
- 浦安大蔵：山村聡
- 篠原俊夫：原田大二郎
- 大野木剛：神山繁
- 立原秀泉：江原真二郎
- 田方金次郎：岡本信人
- 篠原譲一：水村泰三 - 俊夫の兄
- 篠原豊三：根上淳
- 譲一の妻：夏海千佳子
- 「鳴滝」の須磨：月丘夢路
- 「鳴滝」の娘・美香子：藤浩子
- 伊吹達也：森次晃嗣 - 俊夫の同僚
- 桜間：島田正吾
- 堺左千夫（第4話出演）
- 三条泰子（第5話出演）
- 津山登志子（第7話出演）
- 大和撫子（第7話出演）
- 花柳滝蔵（第10話出演）

### スタッフ
- 原作：芝木好子（新潮社刊）
- 脚本：服部佳
- 演出：荻野慶人
- 制作：よみうりテレビ

### サブタイトル
1. 1976年1月8日 「出逢い」
2. 1976年1月15日 「熱い雪」
3. 1976年1月22日 「予感」
4. 1976年1月29日 「誤解」
5. 1976年2月5日 「慕情」
6. 1976年2月12日 「別離」
7. 1976年2月19日 「再会」
8. 1976年2月26日 「亀裂」
9. 1976年3月4日 「迷路」
10. 1976年3月11日 「心情」
11. 1976年3月18日 「運命」
12. 1976年3月25日 「希望」